# Владимир Андреевич Храбрый
Влади́мир Андре́евич Хра́брый (Донско́й; 15 июля 1353—1410) — удельный князь Серпуховский (1358—1410), Дмитровский, Галицкий, Боровский (1378—1410) и Углицкий (1405—1410). Русский полководец, младший сын князя Андрея Ивановича Серпуховского. Внук Великого князя Московского Ивана I Калиты. Двоюродный брат великого князя московского Дмитрия Донского. Прадед (по матери) великого князя московского Ивана III Васильевича.
В XVII—XIX веках почитался в серпуховском Высоцком монастыре как местночтимый святой. Вспоминается на утрене на службе в честь благоверного князя Димитрия Донского.

## Биография
Родился на сороковой день после смерти своего отца от чумы. Четырёх лет от роду потерял старшего брата Иоанна и стал единственным наследником отцовского удела, который в 1359 году был значительно увеличен по завещанию его дяди — великого князя Ивана Красного.

В 1364 году, по смерти малолетнего московского князя Ивана Малого, десятилетний Владимир, следом за своим двоюродным братом Великим князем Московским и Владимирским Дмитрием Донским, занимает положение второго лица московского княжеского дома. Детство и юность Владимира прошли в Москве, где он и великий князь Дмитрий находились под опекой находившегося там митрополита Киевского и всея Руси святителя Алексия (Бяконта). В 1369 году, в 16-летнем возрасте, Владимир Андреевич участвовал в защите Пскова от рыцарей Ливонскоrо ордена «от Збора до Петрова дня».

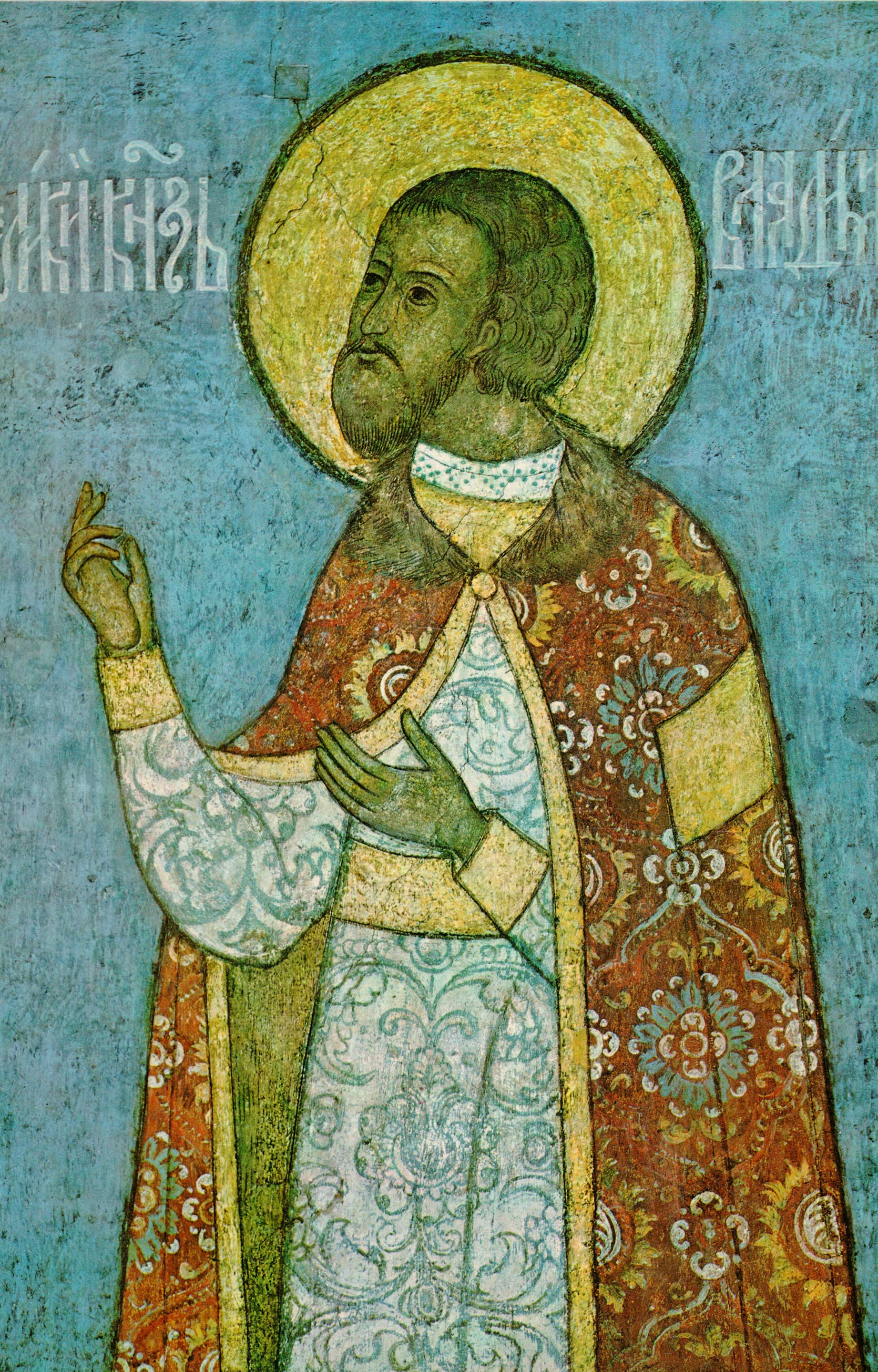
Фреска с изображением князя Владимира из Архангельского собора

Во время похода литовцев на Москву в 1370 году Владимир Андреевич начал сбор войск в Перемышле, к нему присоединились пронский князь Владимир Дмитриевич и полки рязанского князя Олега Ивановича. Понимая, что Кремль не взять, Ольгерд предложил мир, скрепив его браком своей дочери и Владимира Храброго. В 1371 году великий князь Дмитрий Иванович передаёт Владимиру Андреевичу Дмитровский и Галицкий уделы. Осенью того же года Владимир женился на дочери великого князя Литовского Ольгерда — Елене. А в скором времени, в 1372 году (или, по другим сведениям, в 1373 году) Тверской великий князь Михаил Александрович «город Дмитров пограбил, посад и села пожег, а бояр и людей многое множество с женами и детьми в Тверь свел и с города окуп взял». В 1374 году Владимир Андреевич восстановил каменный Дмитровский кремль и возводит над главными воротами башню.
Предположительно, в это время состоялось близкое знакомство князя Владимира со «светильником Земли Русской» преподобным Сергием Радонежским. В том же 1374 году Владимир Андреевич выстроил вновь дубовый кремль в Серпухове. По другим данным кремль строил по указанию князя его окольничий, Яков Юрьевич Новосилец, первый наместник Серпухова. А Святой Сергий основал в версте от Серпуховского кремля, близ села Высокое, Высоцкий монастырь.
Владимир Андреевич вёл войны против правителей Твери (1375), Рязани (1385), Новгорода (1392), помогая укреплять Великое княжество Московское. Отстаивал независимость русских княжеств от Орды, и литовских войск (Литовщина; 1370, 1376).
В 1380 году после сбора войск в Коломне был поставлен во главе полка правой руки, а после присоединения к русскому войску сил литовских Ольгердовичей, в самой Куликовской битве вместе с воеводой Д. М. Боброком-Волынским командовал засадным полком, решившим исход боя в пользу русских. Как единогласно утверждают «Сказание о Мамаевом побоище» и «Задонщина», на Куликовом поле пали смертью героев 63 вассала Владимира Андреевича: «40 бояр серпуховских» и «23 боярина дмитровских». Это была дорогой ценой купленная победа, за которой последовали новые испытания.

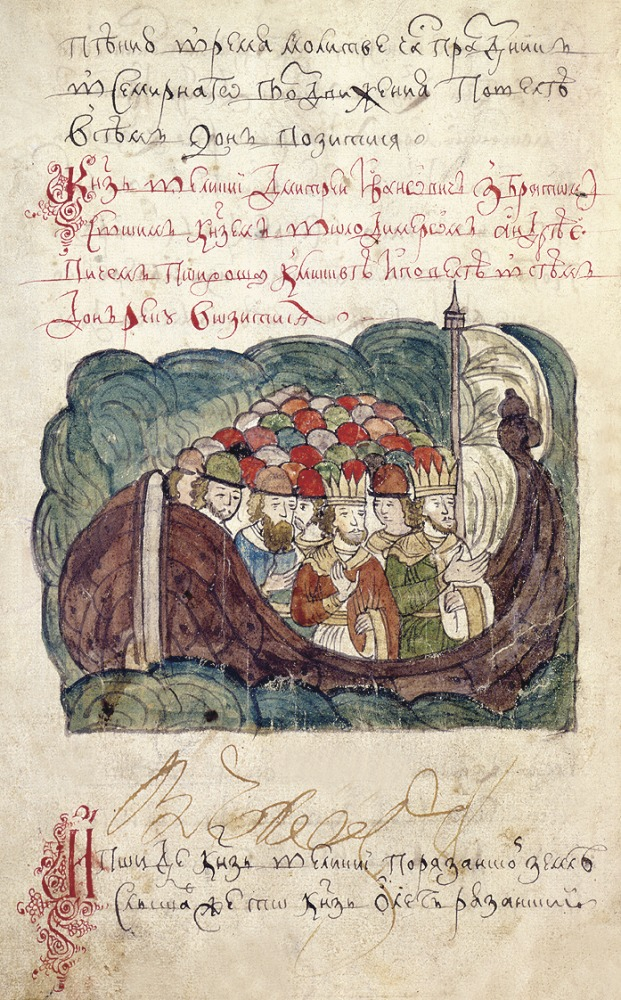
Дмитрий Донской и Владимир Храбрый, миниатюра XVII в.

В 1382 году объединивший Белую и Золотую Орды чингизид Тохтамыш взял и сжёг Москву. При этом Владимир Храбрый разгромил под Волоком-Ламским один из крупных ордынских отрядов, после чего Тохтамыш спешно покинул пределы Московского княжества. Симеоновская летопись сообщает об этом следующее: «А князь Володимеръ Андрѣевичь, собравъ воя многы около себе, и стояше ополчившееся близъ Волока. И тамо нѣціи Татарове наѣхаша на нь; онъ же прогна ихъ отъ себе. Они же прибѣгоша къ Тахтамышю царю пострашены и биты. Царь же, слышавъ что князь великіи на Костромѣ, а князь Володимеръ у Волока, поблюдашеся, чая на себе наѣзда; того ради не много дніи стояше у Москвы, но вземъ Москву, скоро отъиде. И оттолѣ идучи, отпусти рать къ Коломнѣ. И тѣ шедшее взяша градъ Коломну и отъидоша». Подвластные Владимиру Серпухов и Дмитров были разграблены и сожжены в числе других городов.
Владимир Андреевич в кратчайшие сроки возродил своё «триединое княжество». Главная резиденция Серпуховского князя располагалась в Москве (ибо, в соответствии с завещанием Московского князя Ивана Красного, его племянник Владимир получил судебную и финансовую власть над 1/3 Московского посада), в урочище «Три горы». Однако, из своего Тригорского дворца Владимир Андреевич постоянно держал в поле зрения и южный Серпуховский край, и северные Дмитровский и Галицкий анклавы. Чтобы по достоинству оценить стратегическое положение «триединого княжества», следует вспомнить, что в те времена главными русскими коммуникациями служили судоходные реки, к коим приноравливались грунтовые дороги. Кратчайший путь из Москвы к берегам Оки лежал через Серпухов. К Волге — через Дмитров. Путь к богатым пушным зверем берегам северной реки Печоры — через Дмитров и Галич. В 1380-х годах Владимир первым из серпуховских-боровских князей начал чеканку собственной монеты.
В 1385 году возглавлял московское войско, выступившее против рязанского войска, после того, как то вторглось во владения Дмитрия Донского и взяло Коломну. В битве под Перевитском Владимир Андреевич потерпел поражение от рязанских войск князя Олега Ивановича.
В южных владениях, на берегу реки Протвы на месте деревни Лужа, Владимиром был заложен город Ярославль, наименованный в честь новорождённого сына. Здесь князем Владимиром также был основан монастырь, названный Никольским Черноостровским…

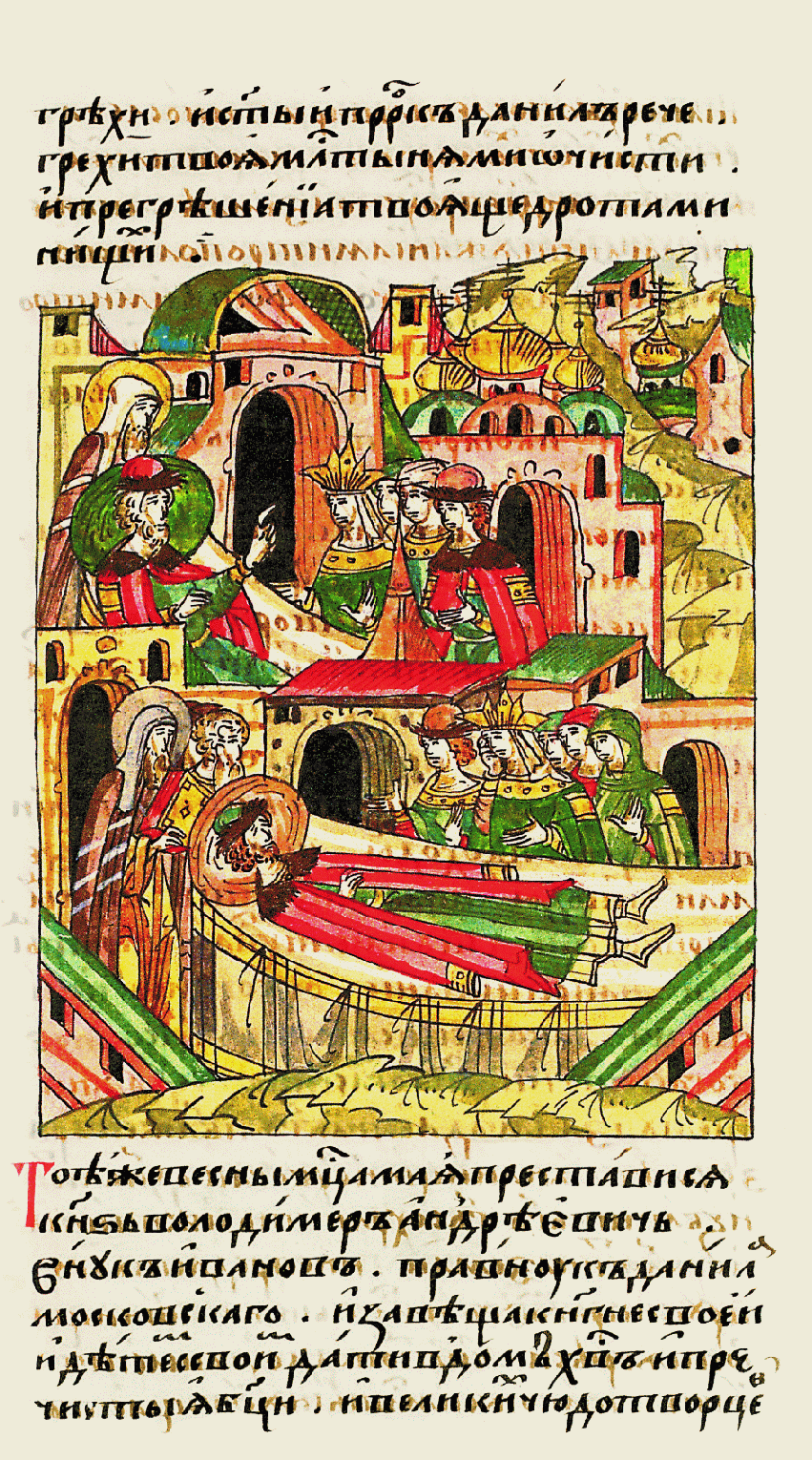
Смерть князя

В 1388 году, незадолго до смерти Дмитрия Донского, произошёл конфликт между двоюродными братьями. Прямых указаний нет, но историки полагают, что Владимир Храбрый настаивал на сохранении в великом княжестве Московском лествичного порядка наследования. То есть преемником тяжело больного на тот момент Дмитрия Ивановича должен стать старший из его родичей: он, Владимир Андреевич. Но великий князь был иного мнения. Московский стол он оставляет старшему сыну Василию. Кроме того, Дмитрий арестовывает находившихся в Москве серпуховских бояр и отбирает у Владимира Серпуховского Дмитров и Галич. После чего завещает Галич, Звенигород и Рузу — второму сыну Юрию, а Дмитров и Углич — четвёртому сыну Петру. 15 мая у Дмитрия Донского родился шестой сын Константин, а через четыре дня великий князь скончался.
Между тем, разгневанный Владимир уехал из Тригорской резиденции в Серпухов, а оттуда — в принадлежащий Новгородской республике Торжок. Впрочем, уже в 1390 году Владимир Андреевич заключает мирный договор с Василием Дмитриевичем. Он признаёт двоюродного племянника «старшим братом» и великим князем Московским, отказывается от претензий на Дмитров, а также от судебной власти в своей «Московской трети», и получает взамен половину Волоколамска (другая половина традиционно управлялась новгородскими тиунами) и Ржев (впоследствии Владимир обменял их на Углич и Козельск). Доходы с 1/3 Московского посада за Владимиром Андреевичем были сохранены.
Владимир Храбрый руководил обороной Москвы во время набега хана Едигея в 1408 году.

## Характеристика
Владимир Андреевич вошёл в историю как один из выдающихся русских князей средневекового периода. За участие в многочисленных военных походах он был прозван Храбрым <Хоро́брый>, а за ключевую роль в Куликовской битве удостоился отдельного титула Донской. Эпитеты Храбрый, как и Донской, имеются на его могиле в Архангельском соборе Московского Кремля. Однако, ввиду неосведомлённости, а также, чтобы не спутать с Великим князем Дмитрием Донским, чаще употребляется неполное титулование князя Владимир Андреевич Храбрый или просто Владимир Храбрый. В «Истории государства Российского» Николай Михайлович Карамзин характеризует Владимира так:
Сей знаменитый внук Калитин... преставился с доброю славою князя мужественного, любившего пользу отечества более власти. Он первый отказался от древних прав семейственного старейшинства и был из князей российских первым дядею, служившим племяннику. Кратковременные ссоры его с Донским и Василием происходили не от желания присвоить себе великокняжеский сан, а только от смут боярских. Сия великодушная жертва возвысила в Владимире пред судилищем потомства достоинство героя, который счастливым ударом решил судьбу битвы Куликовской, а может быть России».

## Семья

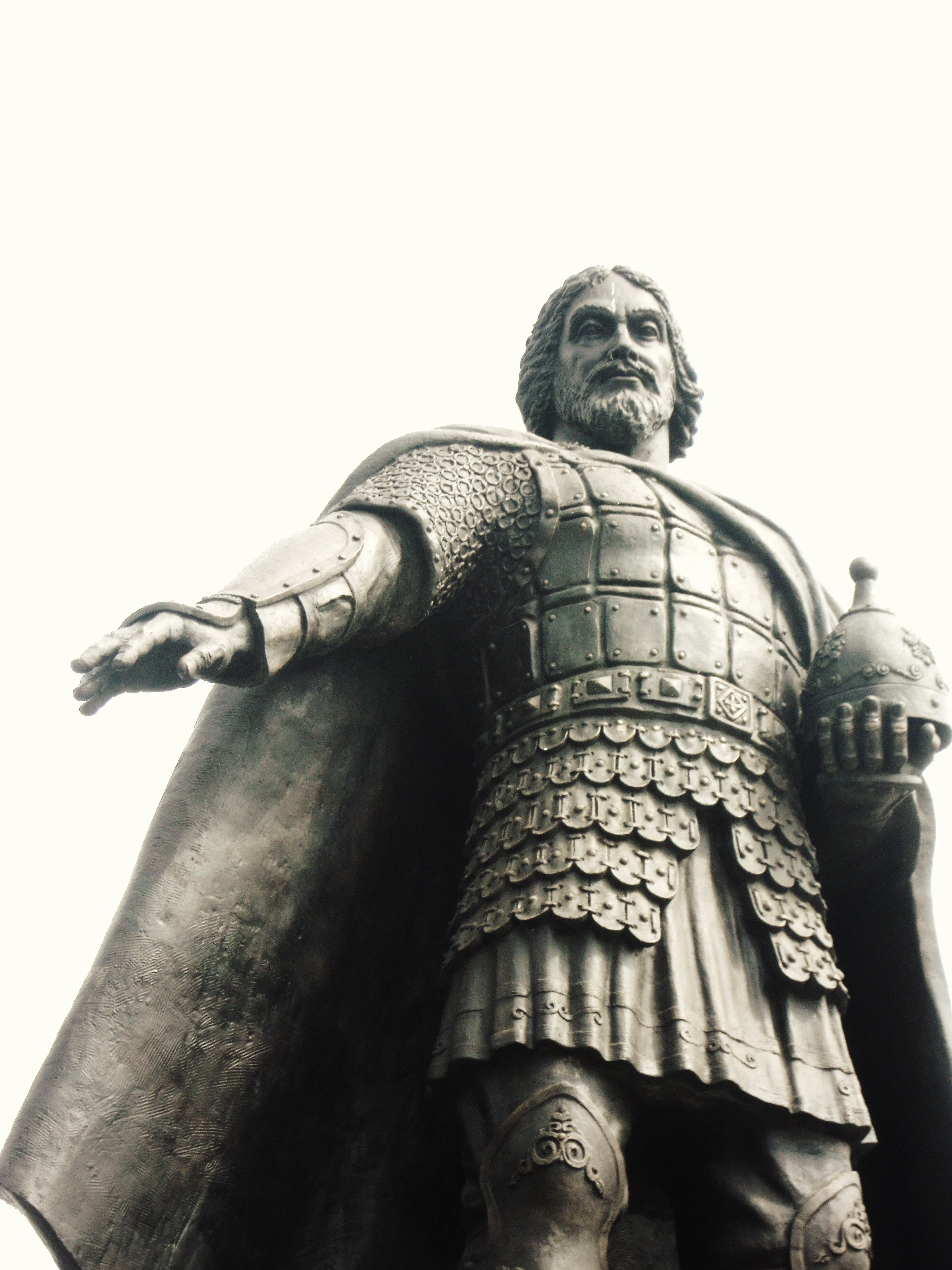
Памятник Владимиру Андреевичу Храброму в Серпухове

Жена (с 1371 года): Елена Ольгердовна (в монашестве Евпраксия, ум. 15 сент. 1437), дочь Ольгерда Гедиминовича, великого князя Литовского. Дети:
- Андрей (Старший) — Умер в младенчестве[20]
- Иван (1381−1422) — князь Серпуховский (1410−1422);
- Симеон (ум.1426) — князь Боровский (1410−1425), князь Серпуховский (1422−1426);
- Ярослав (Афанасий) (18.1.1388/1389−16.8.1426) — князь Малоярославецкий («боровско-ярославецкий» от Ярославля-Боровского) (1410−1426)[17];
- Василий (9.7.1394−1427) — князь Перемышльский и Углицкий (1410−1427).
- Федор (16.1.1390−1390)[20]
- Андрей (Младший) (ум.1426) — князь Серпуховский, Радонежский, Боровский;

## Память
- В Боровске, Калужской области в память о князе Владимире Храбром устраиваются кулачные бои.
- В 2004 году, в Серпухове, при Высоцком мужском монастыре, открыт, и ныне действует Православный военно-патриотический клуб имени князя Владимира Храброго.
- Имя князя с 2005 года носит площадь в Серпухове[21], ранее называвшаяся Советской, на которой 25 сентября 2009 года установлен памятник князю работы скульптора В. М. Клыкова (см. фото).
- В середине 2002 года в городе Малоярославце Калужской области установлен памятник князю.
- В селе Домодедово установлен памятник с цитатой из духовной грамоты Владимира Андреевича, в которой впервые упоминается Домодедово[22].
- Владимир Андреевич действует в романах Дмитрия Балашова «Отречение» и «Святая Русь» из цикла «Государи Московские».

## Комментарии
1. ↑  На его месте впоследствии была построена фабрика «Трёхгорка».
2. ↑  Ярославль-Боровский → Ярославец → Малый Ярославец → Малоярославец